# Waalko Jans Dingemans sr.
Waalko Jans Dingemans (Lochem, 16 juni 1873 – Haarlem, 9 oktober 1925) was een Nederlands etser, graficus, schilder en tekenaar. Hij signeerde zijn werk als WJ Dingemans en Waalko Dingemans sr..

## Leven en werk
Dingemans werd geboren als zoon van de arts Coenraad Johannes Dingemans en Margaretha Froukea Roelofsma. Na het overlijden van zijn vader verhuisde hij met zijn moeder naar Groningen, waar hij werd opgeleid aan de Academie Minerva. In 1892 verhuisden ze naar Den Haag. Dingemans vervolgde zijn kunstzinnige opleiding aan de Academie van Beeldende Kunsten en werd in de avonduren opgeleid tot belastingontvanger. Als belastingontvanger werkte hij in Den Haag, Nieuwkoop (1904) en Gorinchem (1911). Hij raakte bevriend met de kunstenaars Simon Maris en Job Graadt van Roggen en sloot zich aan bij de Sint Lucas, Arti et Amicitiae en de Haagsche Kunstkring. Hij exposeerde met deze verenigingen en bij de tentoonstelling van Levende Meesters (1903) in Amsterdam.
In 1903 trouwde Dingemans met de schilderes Henriette Gesina Numans (1877-1955). Uit dit huwelijk werden onder anderen twee architecten Frans Dingemans (1905-1961), Piet Dingemans (1910-1970) en schilder Waalko Jans Dingemans jr. (1912-1991) geboren. In 1911 verhuisde het gezin naar Gorinchem, waar Dingemans rijksontvanger en gemeenteraadslid werd. In 1917 werd hij om gezondheidsredenen afgekeurd. Dingemans bleef schilderen, onder anderen in zijn zomerhuisje in Zeeland. Hij schilderde onder meer genre- en figuurvoorstellingen, landschappen en stads- en dorpsgezichten. In 1923 verhuisde hij met zijn vrouw naar Haarlem.
De kunstenaar overleed in 1925, op 52-jarige leeftijd. Hij werd begraven op Westerveld.